# C-26 (General Pedro C. Colorado)
C-26 (General Pedro C. Colorado) es una localidad del municipio de Huimanguillo ubicado en la subregión de la Chontalpa del estado mexicano de Tabasco.

## Geografía
La localidad de C-26 (General Pedro C. Colorado) se sitúa en las coordenadas geográficas 18°01′54″N 93°39′21″O / 18.031667, -93.655833, a una elevación de 9 metros sobre el nivel del mar.

## Demografía
Según el Conteo de Población y Vivienda 2020, efectuado por el Instituto Nacional de Estadística y Geografía, la localidad de C-26 (General Pedro C. Colorado) tiene 2,497 habitantes, de los cuales 1,233 son del sexo masculino y 1,264 del sexo femenino. Su tasa de fecundidad es de 2.69 hijos por mujer y tiene 654 viviendas particulares habitadas.
| Gráfica de evolución demográfica de C-26 (General Pedro C. Colorado) entre 1990 y 2020 |
|                                                                                        |
| INEGI.                                                                                 |